# Euippe rectimargo
Euippe rectimargo là một loài bướm đêm trong họ Geometridae.